# Convergencia de Demócratas de Navarra
Convergencia de Demócratas de Navarra (CDN) fue un partido político español de ideología centrista y regionalista que actuaba exclusivamente en el ámbito de la Comunidad Foral de Navarra. Fundado en 1995, el partido se escindió de Unión del Pueblo Navarro (UPN) después de que este partido pasase a actuar como la sucursal navarra del Partido Popular (PP). La facción escindida se agrupó en torno a la figura de Juan Cruz Alli, expresidente del Gobierno de Navarra.
Tras las elecciones de 2011, y por primera vez desde su fundación, el partido se quedó sin representación en el Parlamento de Navarra. El 2 de junio de 2011, la asamblea de afiliados decidió disolver el partido. La mayoría de sus afiliados y cargos se pasaron a UPN, por lo que se considera a UPN continuador de CDN.

## Historia

### Evolución electoral
A pesar de su éxito inicial, CDN experimentó un notable descenso electoral, tendencia que sólo consiguió frenar en las elecciones forales de 2003.
En las elecciones al Parlamento de Navarra de 1995 obtuvo el 18,55% de los votos y 10 diputados autonómicos. En 1999 el 6,86% y 3 representantes. En 2003 alcanzó el 7,65% y aumentó un escaño (hasta 4). En 2007, obtuvo 14.259 votos (4,4%), lo que se tradujo en 2 parlamentarios.
En las elecciones municipales de 1995 alcanzó el 8,34% y 42 concejales. Durante unos meses en 1995, obtuvo la alcaldía de Zizur Mayor, con Luis Ibero. En 1999, el 4,91% y 25. En 2003 continuó descendiendo al 3,46% y 17 concejales. En 2007 obtuvo 7.661 votos (2,29%) y 16 concejales. Desde las elecciones municipales de 2007 y hasta mayo de 2011, CDN ostentó cuatro pequeñas alcaldías en Navarra, las de Azuelo, Roncal, Legaria y Enériz; y 24 concejales en diferentes ayuntamientos de Navarra. CDN sólo ha obtenido una vez la alcaldía de Pamplona, y fue en las elecciones municipales de 1995, con Javier Chourraut (CDN), (con 6 ediles), gracias al pacto de gobierno entre PSN-PSOE (5) e IU (3), que le aupó a la alcaldía frente al candidato de UPN y lista más votada con 10 ediles.
En las elecciones generales pasó del 5,25% en 1996 al 1,64% en 2004 y en las europeas registró el 0,86%, sin alcanzar representación en ninguno de los casos.
Su último líder fue José Andrés Burguete, desde que en marzo de 2008, renunciara al cargo el fundador del partido Juan Cruz Alli, que fue presidente del Gobierno de Navarra por UPN entre 1991 y 1995. Entre 1995 y 1996 formó coalición de gobierno con el Partido Socialista de Navarra y Eusko Alkartasuna. Entre 2003 y 2009 se integró en una coalición de gobierno con UPN. Dispuso de dos consejerías, la de Educación con Carlos Pérez-Nievas López de Goicoechea y la de Vivienda que ocupaba José Carlos Esparza Sáez. En 2009, debido a sus discrepancias con UPN acerca de la reforma de la Ley Foral del Vascuence el presidente Miguel Sanz destituyó a los dos consejeros, dejando las responsabilidades que ocupaban en manos de otros miembros de su partido (UPN), acabando con seis años de alianza política.
Tras las elecciones de mayo de 2011 CDN dejó de tener representación en el Parlamento de Navarra, tal como auguraban la mayoría de los sondeos, al no superar el 3% mínimo exigido y quedar a la mitad con un total de 4.651 votos. Sin embargo, obtuvo las alcaldías de Enériz y Azuelo, siendo la única candidatura que se presentó, y media docena de concejales en toda la Comunidad Foral, entre ellos el histórico Luis Ibero Elía, en Zizur Mayor.

### Disolución
Como consecuencia de los malos resultados electorales cosechados en dichas elecciones, el 2 de junio de 2011, la asamblea de afiliados decidió disolver el partido político tras 16 años de actividad.
La mayoría de sus afiliados y cargos se pasaron a Unión del Pueblo Navarro, por lo tanto de alguna manera se considera a UPN continuador de CDN.

## Ideología
La CDN se auto-definía como «un proyecto político de centro progresista [...]. Desde la idea de la "navarridad" integradora, opuesta al "navarrismo" excluyente, [sobre] los principios políticos [de] la identidad de Navarra como Comunidad Foral diferenciada, su desarrollo integral y la cohesión de la sociedad navarra desde su pluralismo».
La CDN fue descrita como un partido reformista, centrista y regionalista navarro. Defendía los fueros de Navarra y los derechos históricos. Se oponía abiertamente a la integración de Navarra en el País Vasco aunque defendía que la cuarta disposición transitoria de la Constitución española, que prevé un referéndum ante esa eventualidad, se mantuviese.

## Organización

### Presidentes
| Presidente | Presidente           | Período                             |
| ---------- | -------------------- | ----------------------------------- |
| 1          | Juan Cruz Alli       | 10 de abril de 1995 – marzo de 2008 |
| 2          | José Andrés Burguete | Marzo de 2008 – 2 de junio de 2011  |

### Ala juvenil
La organización juvenil de CDN se denominaba Jóvenes Demócratas de Navarra (JDN). En 2012 decidió integrarse en Juventudes Navarras, el ala juvenil de la Unión del Pueblo Navarro. 

## Resultados electorales

### Elecciones al Parlamento de Navarra
| Elecciones | Candidato            | Votos       | % de votos | Escaños | +/-                   | Posición                            |
| ---------- | -------------------- | ----------- | ---------- | ------- | --------------------- | ----------------------------------- |
| 1995       | Juan Cruz Alli       | 55.153 (#3) | 18,93%     | 10/50   |                       | Coalición con PSOE y EA (1995-1996) |
| 1995       | Juan Cruz Alli       | 55.153 (#3) | 18,93%     | 10/50   | Oposición (1996-1999) |                                     |
| 1999       | Juan Cruz Alli       | 20.821 (#5) | 7,03%      | 3/50    | 7                     | Oposición                           |
| 2003       | Juan Cruz Alli       | 23.516 (#5) | 7,84%      | 4/50    | 1                     | Coalición con UPN                   |
| 2007       | Juan Cruz Alli       | 14.418 (#4) | 4,43%      | 2/50    | 2                     | Coalición con UPN (2007-2009)       |
| 2007       | Juan Cruz Alli       | 14.418 (#4) | 4,43%      | 2/50    | 2                     | Oposición (2009-2011)               |
| 2011       | José Andrés Burguete | 4.651 (#7)  | 1,44%      | 0/50    | 2                     | Extraparlamentario                  |

### Elecciones municipales
| Año  | Líder                | Votos  | porcentaje | Concejales |
| ---- | -------------------- | ------ | ---------- | ---------- |
| 1995 | Juan Cruz Alli       | 24.186 | 8,59%      | 42/1774    |
| 1999 | Juan Cruz Alli       | 14.573 | 5,07%      | 25/1677    |
| 2003 | Juan Cruz Alli       | 10.440 | 3,58%      | 17/1725    |
| 2007 | Juan Cruz Alli       | 7.699  | 2,36%      | 16/1776    |
| 2011 | José Andrés Burguete | 3.039  | 0,99%      | 13/1835    |

### Elecciones generales
| Elecciones | Votos  | %     | Escaños |
| ---------- | ------ | ----- | ------- |
| 1996       | 17.020 | 5,25% | 0/5     |
| 2000       | 8.646  | 2,86% | 0/5     |
| 2004       | 5.573  | 1,64% | 0/5     |